# Chard Town F.C.
Chard Town F.C. là một câu lạc bộ bóng đá đến từ Chard, Somerset, Anh. Câu lạc bộ là thành viên của Somerset County FA và đang thi đấu tại Western Football League Division One.

## Lịch sử
Câu lạc bộ được thành lập năm 1920, và thi đấu bóng đá địa phương đến khi gia nhập Western League lúc nó tái thành lập hạng đấu thứ hai năm 1976. Họ lên xuống thường xuyên giữa Premier Division và Division One, nhưng hiện tại là ở Division One do xuống hạng từ Premier Division lúc cuối mùa giải 2008–09.
Đội bóng thường xuyên tham gia các giải cup quốc gia trong nhiều năm gần đây, nhưng chưa bao giờ vào đến Vòng 1 của FA Cup, và thành tích tốt nhất ở FA Vase là vào đến Vòng 4 (32 đội mạnh nhất) mùa giải 1989–90.
Câu lạc bộ cũng sở hữu hai đội bóng ở Perry Street and District League.

## Sân vận động
Chard Town chơi trên sân nhà Denning Sports Field, Zembard Lane, Chard, TA20 1JL.

## Danh hiệu

### Danh hiệu Giải đấu
- Western League Division One[2]
  - Á quân (4): 1983–84, 1987–88, 1995–96, 2005–06
- Somerset Senior League
  - Vô địch (5): 1949–50, 1953–54, 1959–60, 1967–68, 1969–70
- Perry Street and District League
  - Vô địch (1): 1939–40

### Danh hiệu Cup
- Somerset Senior Cup[3]
  - Vô địch (2): 1952–53, 1966–67
- Somerset Senior League KO Cup
  - Vô địch (3):1961–62, 1971–72, 1976–77
- Western Football League Combination Challenge cup:[4]
  - Vô địch (2): 1991-92, 1996–97

## Kỉ lục
- Vị thứ cao nhất giải đấu:[2] thứ 11 ở Western League Premier Division 1984–85
- Thành tích tốt nhất tại FA Cup :[2] Vòng loại 2 1977–78, 1982–83
- Thành tích tốt nhất tại FA Trophy :[2] Vòng loại 1 1985–86
- Thành tích tốt nhất tại FA Vase:[2] Vòng 4 1989–90

## Cựu cầu thủ
1. Cầu thủ thi đấu/huấn luyện ở Football League hoặc các cấp độ tương đương ở nước ngoài.

2. Cầu thủ thi đấu quốc tế.
- Phil Roberts
- Adrian Foster
- Dave Linney
- Dick Plumb
- Mike Thresher
- Ken Wookey